# Los ladrones somos gente honrada (película de 1942)
Los ladrones somos gente honrada es una película española del género de comedia rodada en blanco y negro en 1942. Fue dirigida por Ignacio Iquino con guion del propio director y está basada en la obra de teatro de Enrique Jardiel Poncela de idéntico título que había sido estrenada con gran éxito el año anterior. El reparto está encabezado por Amparito Rivelles y Manuel Luna, si bien tienen papeles muy destacados Fernando Freire y Antonio Riquelme.

## Sinopsis
Daniel «el Melancólico» es el jefe de una banda de ladrones que se dispone a robar en una mansión aprovechando la celebración de una fiesta a la que ha conseguido ser invitado con falsa identidad. Cuenta con la ayuda de Pedro «el Pelirrojo», que ha conseguido ser incluido en el servicio, y con el apoyo externo del Tío y del Castelar. Sin embargo, Daniel se enamora de Herminia, la hija de los dueños de la casa, y cancela el golpe.
Meses más tarde se celebra la boda de Daniel y Herminia en la misma casa, en la que el Pelirrojo es ahora el mayordomo. Asisten amigos de los novios, entre ellos numerosos ladrones que obsequian a la pareja con el producto de sus robos. Lejos de este propósito, el Tío y el Castelar se infiltran con la intención de desvalijar la caja fuerte. Sin embargo, sus reiteradas tentativas se verán frustradas por el extraño comportamiento de los distintos habitantes de la casa, que parecen estar igualmente interesados en hacerse con el contenido de la caja. La situación se va enredando y los sorprendidos ladrones intentarán descifrar lo que sucede. Finalmente, todo se resuelve como en las novelas de detectives, con todos los implicados reunidos. El principal criminal encuentra su castigo y los ladrones resultan no ser tan deshonestos.

## Producción
La dureza de la postguerra española se vio agravada por el estallido de la Segunda Guerra Mundial. En ese difícil contexto, la compañía CIFESA retomó su actividad y se convirtió en la principal productora cinematográfica del país. Por razones empresariales, firmó un acuerdo con Aureliano Campa, que operaba en Barcelona, para producir comedias de bajo coste destinadas a proporcionar un entretenimiento sencillo al público. Fruto de esta colaboración habían sido realizadas ¿Quién me compra un lío?, Alma de Dios y El difunto es un vivo, todas dirigidas por Ignacio F. Iquino y todas con buenos resultados comerciales en proporción a su presupuesto.
Como explicó posteriormente Amparo Rivelles, esta nueva coproducción estuvo a medio camino entre las grandes producciones de CIFESA y los baratos productos de Campa. Cifesa aportó a dos de los intérpretes que tenía en nómina. Manuel Luna era un actor solvente que igual podía interpretar un papel de villano que de galán maduro y Amparito Rivelles era una jovencísima adquisición a la que la productora se disponía a lanzar al estrellato. El rodaje se realizó en tres semanas.

## La historia
Tras el paréntesis de la guerra civil, Enrique Jardiel Poncela volvió a estrenar nuevas obras en los teatros de Madrid con notable éxito. Sin embargo, el estreno en 1941 de El amor sólo dura 2.000 metros fue un rotundo fracaso. Para compensarlo, el 25 de abril del mismo año estrenó Los ladrones somos gente honrada en el Teatro de la Comedia. Los críticos la valoraron como una obra menor pero ingeniosa y con una trama bien urdida, si bien opinaban que la complicación del argumento era excesiva. El crítico de Arriba consideró que la obra oscilaba entre el teatro de ingenio y la más absurda astracanada. La obra supuso una oportunidad de destacar para un joven Fernando Fernán Gómez, cuyo personaje fue rebautizado como «el Pelirrojo» debido al físico del actor.
El guion cinematográfico fue escrito por el propio Iquino. El cineasta intentó airear la acción añadiendo algunos nuevos escenarios y diálogos, si bien se mantuvo bastante fiel al texto de Jardiel.

## Dirección
Ignacio Ferrés Iquino era por entonces el más habitual colaborador de Campa en la realización de comedias económicas y con aceptación por el público, lo que las hacía muy rentables, tanto para el productor como para CIFESA. El teatro de Jardiel había influido notablemente en su obra, por lo que resultaba lógico encargarle la adaptación cinematográfica de una obra que había triunfado pocos meses antes.
Iquino manifestó que intentaba ser fiel a la obra de Jardiel, pero adaptándola con criterio cinematográfico. En ese sentido, introdujo algunos escenarios y diálogos nuevos. De este modo, presentó la sala de la casa en la que se celebraba la fiesta de celebración de la boda, mostrando a los invitados. También introdujo unas escenas en comisaría, con unos policías estupefactos debido a una serie de extraños robos en joyerías y tiendas de regalos en los que los ladrones solo habían sustraído un único objeto; una situación ocasionada por el deseo de los colegas de Daniel «el Melancólico» de obsequiarle debidamente con motivo de su enlace. También llama la atención la sustitución de las grabaciones realizadas por la policía que Jardiel mostraba al final de la obra para explicar las enredadas situaciones vistas en la casa; si en la obra teatral son grabaciones de audio en disco, en la película son unas grabaciones cinematográficas que incluyen imagen y sonido.

## Reparto
Amparo Rivelles era hija de dos reputados intérpretes españoles: Rafael Rivelles y María Fernanda Ladrón de Guevara. Su ascendencia le permitió debutar muy joven en el teatro. Hizo su presentación cinematográfica con Mary Juana (1940), lo que hizo que CIFESA la contratara para Alma de Dios (1941), dirigida por el propio Iquino. Era todavía una desconocida de diecisiete años, pero la noticia de su noviazgo con Alfredo Mayo —por entonces el galán de moda en el cine español— le confirió una gran popularidad. CIFESA intentaba promocionarla y le permitió encabezar el reparto de una de sus coproducciones con Campa. Faltaba poco para que saltara al estrellato con Malvaloca. Aunque se ha indicado que su actuación es demasiado ingenua, Amparito Rivelles era idónea para el papel de Herminia, la joven e imaginativa hija de los dueños de la casa que parece la única que está al margen de todos los enredos que se entrelazan.
Manuel Luna era un reputado actor que había destacado en producciones de CIFESA desde la década anterior. Era un notable profesional que podía igualmente desempeñar papeles tanto de galán como de villano. Interpreta a Daniel «el Melancólico» ladrón que decide abandonar su oficio por amor a Herminia. Su papel es importante en el inicio de la obra, pero va perdiendo relevancia conforme avanza la acción. Algún estudio considera su actuación algo envarada para el personaje.
Mercedes Vecino interpreta a Germana, la dueña de la casa y supuesta madre de Herminia, un personaje que también tiene oscuros intereses. Su elección parece bastante inapropiada teniendo en cuenta que solo era nueve años mayor que Rivelles. Esta parece ser su primera colaboración con Iquino, director con el que volvería a trabajar en varias ocasiones en papeles más lucidos. Angelita Navalón —actriz de corta carrera cinematográfica debido a su prematuro fallecimiento— encarna a Eulalia, una criada llorona que parece anticipar los papeles que años más tarde interpretaría con su peculiar estilo Gracita Morales. A otro actor cuya carrera fue desgraciadamente breve, Fernando Freyre, le corresponde el papel quizá más lucido, el del Tío del Gabán que entra en la casa con la intención de desvalijar la caja fuerte y no cesa de descubrir comportamientos extraños en los habitantes de la mansión. Está acompañado por el excelente secundario Antonio Riquelme en el rol del Castelar.

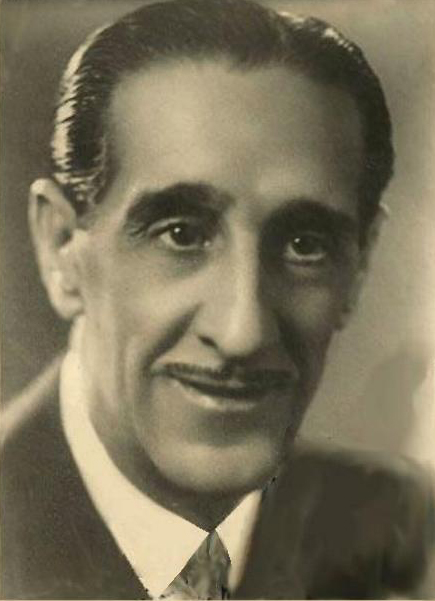
Antonio Riquelme fue uno de los más destacados secundarios del filme.

| Intérprete        | Personaje                             |
| ----------------- | ------------------------------------- |
| Amparito Rivelles | Herminia                              |
| Manuel Luna       | Daniel «el Melancólico» / Juan Torres |
| Mercedes Vecino   | Germana                               |
| Angelita Navalón  | Eulalia                               |
| Fernando Freire   | El Tío del Gabán                      |
| Antonio Riquelme  | El Castelar                           |
| José Jaspe        | Pedro «el Pelirrojo»                  |
| Ramón Martori     | Menéndez / Beringola                  |
| Mercedes Nicolau  | Teresa                                |
| Luis Villasiu     | Arévalo                               |
| Joaquín Torréns   | El doctor Laredo                      |
| Amparito Cervera  | Adelcisa                              |
| José Sanchiz      | Antón                                 |
| Arturo Morillo    | Díaz                                  |
| Matilde Artero    | Monchita                              |

## Recepción
Al igual que las anteriores películas de Campa e Iquino, Los ladrones somos gente honrada fue un éxito de público, sobre todo en proporción al coste de producción. La crítica fue dispar. Fernando Méndez-Leite von Haffe fue indulgente considerando que era una realización apresurada y de bajo presupuesto, si bien opinó que era excesivamente teatral. Más severo fue el crítico de Cine Mundo, que sentenció que todo lo bueno correspondía a la obra de Jardiel mientras que todos los defectos eran atribuibles a Iquino. Posteriormente, los estudiosos de la obra consideran que es una adaptación poco afortunada, en la que incluso los intérpretes están poco acertados.
Al olvido de la cinta contribuyó una nueva versión cinematográfica de la obra teatral dirigida en 1956 por Pedro Luis Ramírez, que cuenta con mayor respeto de la crítica gracias a una adaptación más libre y la participación de excelentes secundarios como José Luis Ozores, José Isbert y Antonio Garisa.